# José Pérez Adán
José Pérez Adán (1952, Cartagena, España) es un sociólogo comunitario, licenciado por la Universidad de Valencia (España) y doctorado (PhD) por Macquarie University (Sídney, Australia). Actualmente es profesor de Sociología en la Universidad de Valencia. Es miembro fundador del Instituto Valenciano de Fertilidad, Sexualidad y Relaciones Familiares (IVAF) y de la Fundación Interamericana Ciencia y Vida. Es asimismo miembro de la directiva y uno de los fundadores de la Asociación Iberoamericana de Comunitarismo (AIC), preside el capítulo español de la Sociedad Mundial de Socioeconomía (SASE) y es coordinador general de la Universidad Libre Internacional de las Américas (ULIA).
Se dedica a la investigación y docencia en Socioeconomía, Comunitarismo, Familia y Medio Ambiente y es el principal divulgador del pensamiento de Amitai Etzioni en los países de lengua española. Ha sido experto asesor del Consejo de Europa en materias de equidad de géneros y es director de las colecciones de libros de pensamiento "Cómo", "Diez Temas", "Textos Universitarios"y "Repensar".

## Pensamiento
La sociología de Pérez Adán difícilmente puede disociarse de su vida. En este sentido puede afirmarse su vocación de sociólogo público. Desde sus primeras investigaciones en torno a la teoría política del anarquismo reformista (su primer libro Reformist Anarchism se publicó en 1988) hasta su compromiso con el comunitarismo, ha intentado hacer ver, tanto a nivel teórico como práctico, la capacidad de los grupos humanos para gestionar su propio destino al margen de las estructuras verticales de difusión de poder. Su conocida censura de la filosofía y los filósofos en general, han hecho de él un sociólogo de reconocido prestigio.  
Su apuesta por la sociedad civil se puede rastrear, además de en sus libros, desde la fundación del Grupo Ecológico Mediterráneo (Valencia, 1990) hasta la puesta en marcha de la Universidad Libre Internacional de las Américas (San José de Costa Rica, 2001), un centro de estudios de postgrado no vinculado a ningún estado y que gracias a las nuevas tecnologías de comunicación funciona en régimen de economía de gratuidad sin tasas ni costes.
Frente al acendrado individualismo contemporáneo, Pérez Adán defiende la primacía de lo social sobre lo individual: “todos nacemos en familias, lenguas, religiones y culturas que ya existen”. Al mismo tiempo defiende la libertad individual, que entiende no como la ausencia de dominación (“el reconocimiento de las dependencias puede ser un factor de autorealización”), sino como la consecuencia del crecimiento de la responsabilidad (“el límite de la propia libertad no está en la libertad de los demás sino en la propia responsabilidad: más allá de la responsabilidad no hay libertad”).
En el núcleo del pensamiento de Pérez Adán está el estudio de la identidad y en concreto el carácter identitario que conforma la familia: “lo que a nosotros los humanos nos hace humanos es nuestra condición familiar”. Sus aportaciones conceptuales más relevantes han surgido en torno al estudio de la familia. Así, el concepto de extrañeza (de la incomunicabilidad familiar se deriva la individuación), o el de familia funcional (aquella que cumple las funciones que la sociedad espera de ella, a saber: equidad generacional, socialización, control social y transmisión cultural).
Pérez Adán se posiciona frente al relativismo que parece dominar el discurso sociológico contemporáneo. El criterio de funcionalidad familiar supone el reconocimiento de que pueden existir y de hecho existen mejores y peores familias. Esta distinción entre mejor y peor puede extenderse en principio a cualquier grupo humano. En opinión del autor, la viabilidad de los estudios de desarrollo descansa precisamente sobre esta premisa.
Pérez Adán defiende en su obra que la posibilidad de un futuro más libre y próspero descansa en el reconocimiento y apoyo a los vínculos grupales y comunitarios y en el paralelo y progresivo desmonte de las estructuras de poder compulsivo.

## Obras
Autor hasta 2008 de 40 libros y 100 artículos científicos. Entre sus obras destacan:
- Pérez Adán, José (1997). Sociología: concepto y usos. Eunsa. ISBN 84-313-1496-6.

- Pérez Adán, José (1997). Socioeconomía. Trotta. ISBN 84-8164-134-0.

- Pérez Adán, José (2ª,1999). Sociedad y Medio Ambiente. Trotta. ISBN 84-8164-164-2.

- Pérez Adán, José (1999). La Salud Social: de la socioeconomía al comunitarismo. Trotta. ISBN 84-8164-322-X.

- Pérez Adán, José (1999). Desarrollo Socioeconómico y Evolución Demográfica. Eunsa. ISBN 84-313-1701-9.

- Pérez Adán, José (2001). Las Terceras Vías. Eiunsa. ISBN 84-8469-018-0.

- Pérez Adán, José (2001). Pensar la familia. Palabra. ISBN 84-8239-583-1.

- Pérez Adán, José (2ª, 2002). Diez Temas de Sociología. Eiunsa. ISBN 84-8469-057-1.

- Pérez Adán, José (2002). Rebeldías. Sekotia. ISBN 84-932920-2-8.

- Pérez Adán, José (2003). Comunitarismo. Sekotia. ISBN 84-932920-9-5.

- Pérez Adán, José (2ª, 2004). Sociología de la Familia y de la Sexualidad. Edicep. ISBN 84-7050-821-0.

- Pérez Adán, José (2005). Repensar la Familia. Eiunsa. ISBN 84-8469-136-5.

- Pérez Adán, José (2ª, 2006). Cine y Sociedad: Prácticas de Ciencias Sociales. Eiunsa. ISBN 84-8469-122-5.

- Pérez Adán, José (2005). Sociología del desarrollo sostenible. Trotta. ISBN 84-7050-822-9.

- Pérez Adán, José (2006). Sociología: Comprender la Humanidad en el Siglo XXI. Eiunsa. ISBN 84-8469-181-0.

- Pérez Adán, José (2008). Adiós Estado, bienvenida Comunidad. Eiunsa. ISBN 978-84-8469-239-3.

## Lecturas complementarias
- José Pérez Adán UV
- Prólogo a biografía de Amitai Etzioni
- “A Spanish Viewpoint on Communitarianism” Archivado el 11 de octubre de 2008 en Wayback Machine.
- Comunidad: haciendo visible lo invisible”.
- "Family and the politics of community life"
- " La aportación de la socioeconomía al debate sobre el sentido de la economía en el mundo moderno".